# Abdülhak Şinasi Hisar
Abdülhak Şinasi Hisar (Costantinopoli, 14 marzo 1887 – Istanbul, 3 maggio 1963) è stato uno scrittore turco.

## Biografia
Passò la sua infanzia a Rumeli Hisarı e studiò nel liceo Galatasaray e più tardi scienze politiche a Parigi. Al suo ritorno nell'Impero ottomano, lavorò per una società francese e più tardi per la Stines Mining Company e la Regie des Tabacs.

## Opere
- Fahim Bey ve Biz (1941)
- Çamlıca'daki Eniştemiz (1944)
- Ali Nizami Bey'in Alafrangalığı ve Şeyhliği (1952)
- Boğaziçi Mehtapları (1942)
- Boğaziçi Yalıları (1954)
- Geçmiş Zaman Köşkleri (1956)
- Geçmiş Zaman Fıkraları (1958)
- Antoloji: Aşk imiş ..... (1955)
- İstanbul ve Pierre Loti (1958)
- Yahya Kemal’e Veda (1959)
- Ahmet Haşim : Şiiri ve Hayatı (1963)